# 西馬城村
西馬城村（にしまきむら）は、大分県宇佐郡にあった村。現在の宇佐市の一部にあたる。

## 地理
藻寄川上流の山間部、御許山（馬城峰）の西に位置していた。

## 歴史
- 1889年（明治22年）4月1日、町村制の施行により、宇佐郡上矢部村、下矢部村、正覚寺村、平ヶ倉村、熊村が合併して村制施行し、西馬城村が発足[1][2]。旧村名を継承した上矢部、下矢部、正覚寺、平ヶ倉、熊の5大字を編成[2]。
- 1910年（明治43年）西馬城信用購買販売組合設立（大字下矢部）[2]
- 1949年（昭和24年）12月1日、大字駅平ヶ倉の一部を宇佐郡佐田村に編入[1][2]。
- 1954年（昭和29年）3月31日、宇佐郡駅館村、豊川村と合併し、駅川村を新設して廃止された[1][2]。

## 産業
- 農業[2]

## 教育
- 1915年（大正4年）村立農業補習学校開校[2]